# Madeleine Luka
Madeleine Luka (née Madeleine Bottet le 7 juillet 1894 à Maffliers dans le Val-d'Oise et morte le 18 mai 1989 à Paris) est une peintre de style naïf, illustratrice, autrice et poétesse française.

## Peintre de l'Art naïf
Autodidacte classée dans la catégorie Art naïf, Madeleine Luka est peintre sur toile, illustratrice et poétesse. Mariée à Robert Kula, elle compose son nom d'artiste en modifiant l'ordre des lettres.  
Elle expose à Paris entre autres à la galerie Jean Pascaud , Marseille, Londres, Rabat, San Francisco, Tokyo, New York dans la catégorie Art naïf. Enfants, jeunes filles ou animaux constituent son univers, ses personnages sont emplis de grâce et d'innocence. Madeleine Luka peint essentiellement les membres de son cercle familial ou son jardin, mais elle réalise peu de portraits d'hommes hormis son mari Robert Kula, Sainte-Rose Suquet, Francis Jammes, l'abbé Breuil.
Francis Jammes lui passe commande de 105 illustrations pour son roman intitulé Le Poète rustique, tiré à 220 exemplaires. La correspondance échangée entre 1930 et 1934 entre Francis Jammes et Madeleine Luka est dévoilée dans les Bulletins nos 5 et 6 de l'Association Francis James, dont l'exemplaire no 11 est consacré aux compositeurs, parmi lesquels Rolande Plantard, amie de Madeleine Luka.
Elle a participé aux expositions de groupe organisées par la Société des Femmes Artistes Modernes (FAM), créée en 1931 par Marie-Anne Camax-Zoegger. Elle est présente sur la liste des artistes de l'exposition de 1935 à la Galerie Bernheim-Jeune.

## Publications
Madeleine Luka est autrice et illustratrice de plusieurs livres :
- A ma lucarne, édité en 1959 préface de Pierre Mourgues
- Poèmes pour les yeux, recueil collectif de poèmes
- le no 5 de la revue Art et Médecine- Flore, édité en 1935
- Dominique[11], roman dont  l'auteur est Eugène Fromentin, édité en 1949 et dédicacé à George Sand
- Voltige,considéré comme un récit autobiographique, Pierre Cailler, 1970[12]
- Les poèmes de madeleine luka, Les cahiers d'art et d'amitié, 1940
- Les Saisons, Quatre estampes, Paris. Hoffman-Laroche, n.d.
- Les Contes du temps jadis, Charles Perrault, illustré par les lithographies de Madeleine Luka, librairie Auguste Blaizot, 1946.

## Postérité
Madeleine Luka est recensée dans l'inventaire des archives privées du Critique et Historien d'art Claude Roger-Marx (INHA page 285). Celui-ci fait paraître l'article Madeleine Luka peintre de l'enfance en janvier 1959 dans le Figaro Littéraire.
Un article lui est consacré dans le dossier de presse du Musée d'Art et d'Histoire Louis Senlecq à l'Isle Adam ; on y apprend que Madeleine Luka est cousine de l’abbé Henri Breuil (1877-1961) et qu'elle a fait don de plusieurs de ses œuvres au musée avant sa mort.
L'INA a archivé un documentaire télévisuel dans la rubrique Les Expositions du JT 13H le 08 juillet 1962.
Une huile sur toile intitulée Le docteur Sainte Rose et  tirée de sa collection Ancêtres est présentée dans l'exposition Peintures des Lointains au Musée du Quai Branly à Paris. Il s'agit du portrait de son arrière grand-père, le médecin Paul Rose Suquet né à Le Mouillage (Martinique) en 1813. Cette peinture de Madeleine Luka figure dans la rubrique dénigrer l'autre de l'exposition .
Matthieu Poirot-Delpech lui a consacré son film de fin d'études à l'Idhec, Madeleine Luka, ou le temps arrêté, réalisé en 1988.
Une allée porte le nom de Madeleine Luka à Maffliers, sa ville natale.